# GSC2802-690
GSC2802-690 — хімічно пекулярна зоря спектрального класу A, що має видиму зоряну величину в смузі V приблизно  9,9.